# Gouvernement Carcasses
Kilman IV Natuman
Le gouvernement de Moana Carcasses Kalosil est le conseil des ministres du Vanuatu en exercice du 23 mars 2013 au 15 mai 2014. Il fait suite au précédent gouvernement, dit « gouvernement Sato Kilman IV », qui a perdu la majorité au Parlement du Vanuatu le 20 mars 2013 à la suite de la défection de huit députés.

## Coalition
Il est composé d'une coalition formée par un renversement d'alliance le 20 mars 2013 au Parlement du Vanuatu issu des élections législatives du 30 octobre 2012, et comprenant 34 députés sur 51 (1 siège est vacant depuis le décès de Harry Iauko, remplacé finalement le 27 mai 2013 par le fils du député défunt, Pascal Iauko) :
- le Vanua'aku Pati (VP) d'Edward Natapei (8 députés),
- la Confédération verte (Verts) de Moana Carcasses Kalosil (6 députés avec les ralliements de Thomas Laken et Richard Ruan Namel, élus sans étiquette en 2012, et de l'ancien UPM Silas Ratan Rouard),
- le Parti Terre et Justice (GJP) de Ralph Regenvanu (5 députés, avec le ralliement du dissident du Parti progressiste populaire David Tosul en septembre 2013),
- l'Union des partis modérés (UPM) de Serge Vohor (4 députés),
- le Parti républicain de Vanuatu (PRV) de Marcellino Pipite (2 députés avec le ralliement de Samson Samsen, élu comme Nagriamel en 2012),
- le Parti progressiste mélanésien (PPM) d'Esmon Saimon (2 députés),
- le Parti national de Vanuatu (PNV) de Christopher Emelee (2 députés à la suite du ralliement d'un dissident du Parti Natatok démocrate populaire et autochtone, Jonas James),
- le Parti démocrate-libéral (PDL) de Willie Jimmy (1 député),
- le Parti du développement progressiste du Vanuatu (PDPV) de Robert Bohn (1 député),
- un dissident du Parti progressiste populaire (PPP) de l'ancien Premier ministre Sato Kilman (1 député),
- un dissident du Groupe Iauko (1 député, Hosea Nevu),
- l'indépendant apparenté au Vanua'aku Pati Peter Vuta (1 député).

Le 12 mai 2013, la coalition redescend à 33 députés sur 51 avec le passage dans l'opposition de l'unique député du PDL, Willie Jimmy. Le 11 juillet 2013, les deux députés du PRV rejoignent l'opposition après le limogeage de Marcellino Pipite, accusé d'avoir soutenu une motion de censure avortée contre le gouvernement, ce qui fait passer la majorité à 31 députés sur 52. En septembre 2013, David Tosul rejoint le Parti Terre et Justice, et l'autre dissident du Parti progressiste populaire soutenant le gouvernement, John Vacher Amos, devient membre du Groupe Iauko tout en restant dans la majorité. En octobre 2013, les deux députés du PRV retournent dans la majorité en s'affiliant à la Confédération verte, et les trois autres députés du groupe Iauko qui siégeaient jusque-là dans l'opposition, rejoignent le Vanua'aku Pati et donc la majorité qui remonte ainsi à 36 membres sur 52. Le 27 décembre 2013, Patrick Crowby (UPM, Port Vila) décède, faisant passer la majorité à 35 membres sur 51.
Mais la plus grosse défection a lieu le 24 février 2014, le gouvernement devenant alors temporairement minoritaire avec uniquement 24 députés sur 51, les 5 du Groupe Iauko (qui se dissocie une nouvelle fois du Vanua'aku Pati et reconstituent ainsi un groupe parlementaire), les 2 du PRV, 1 dissident sur les 8 du Vanua'aku Pati (Richard Mera), 1 membre du Parlement sur les 4 de l'UPM (le ministre de la Jeunesse et des Sports Antoine Tony Wright), Thomas Laken (ministre, ancien sans étiquette passé à la Confédération verte) et Jonas James (ministre, ancien du Natatok qui avait rejoint le Parti national de Vanuatu) rejoignant l'opposition. La coalition de Moana Carcasses Kalosil retrouve toutefois rapidement une majorité néanmoins réduite, à 28 députés sur 51, dès le 27 février 2014, avec le ralliement de quatre parlementaires de l'opposition : le Mouvement de réunification pour le changement (MCC) de Paul Telukluk et Steven Kalsakau (2 députés), le PDL de Willie Jimmy (1 député, renouant ainsi avec la majorité) et Antoine Tony Wright de l'UPM qui revient ainsi dans le giron de son parti et de la majorité. Le 18 avril 2014, cette majorité remonte à 29 membres sur 52, à la suite de l'élection à Port Vila du Vert Jean Yves Chabod au siège laissé vacant à la suite du décès de Patrick Crowby.
Ainsi, à partir du 18 avril 2014, la coalition est ainsi constituée de 29 députés sur 52 : 
- le Vanua'aku Pati (VP) d'Edward Natapei (7 députés),
- la Confédération verte (Verts) de Moana Carcasses Kalosil (6 députés avec la victoire de Jean Yves Chabod à l'élection partielle de Port Vila le 18 avril 2014),
- le Parti Terre et Justice (GJP) de Ralph Regenvanu (5 députés avec le ralliement du dissident du Parti progressiste populaire David Tosul en septembre 2013),
- l'Union des partis modérés (UPM) de Serge Vohor (3 députés),
- le Parti progressiste mélanésien (PPM) d'Esmon Saimon (2 députés),
- le Mouvement de réunification pour le changement (MCC) de Paul Telukluk et Steven Kalsakau (2 députés)
- le Parti national de Vanuatu (PNV) de Christopher Emelee (1 député),
- le Parti démocrate-libéral (PDL) de Willie Jimmy (1 député),
- le Parti du développement progressiste du Vanuatu (PDPV) de Robert Bohn (1 député),
- l'indépendant apparenté au Vanua'aku Pati Peter Vuta (1 député).

## Composition

### Initiale
La composition du gouvernement est initialement la suivante.
| Portefeuille                                                                                   | Ministre                | Parti                 | Circonscription |
| ---------------------------------------------------------------------------------------------- | ----------------------- | --------------------- | --------------- |
| Premier ministre                                                                               | Moana Carcasses Kalosil | Vert                  | Port Vila       |
| Vice-Premier ministre Ministre des Affaires étrangères et des Échanges extérieurs              | Edward Natapei          | VP                    | Port Vila       |
| Ministre des Finances                                                                          | Willie Jimmy            | PDL                   | Port Vila       |
| Ministre des Terres                                                                            | Ralph Regenvanu         | GJP                   | Port Vila       |
| Ministre du Tourisme, du Commerce, des Échanges et du Développement des entreprises Ni-Vanuatu | Marcellino Pipite       | PRV                   | Santo           |
| Ministre de la Jeunesse et des Sports                                                          | Tony Antoine Wright     | UPM                   | Port Vila       |
| Ministre des Infrastructures et des Équipements publics                                        | Esmon Saimon            | PPM                   | Malekula        |
| Ministre de la Planification et de l'Adaptation au changement climatique                       | Thomas Laken            | Vert (ex-indépendant) | Tanna           |
| Ministre de l'Éducation                                                                        | Bob Loughman            | VP                    | Tanna           |
| Ministre de la Justice et des Affaires sociales                                                | Maki Stanley Simelum    | VP                    | Ambrym          |
| Ministre de la Santé                                                                           | Serge Vohor             | UPM                   | Santo           |
| Ministre des Affaires intérieures                                                              | Patrick Crowby          | UPM                   | Port Vila       |
| Ministre de l'Agriculture, des Forêts et de la Pêche                                           | David Tosul             | PPP diss.             | Pentecôte       |

### Remaniements et changements
- Le 12 mai 2013, le ministre des Finances Willie Jimmy est limogé en raison de « différences d'opinion ». Il est remplacé par Maki Stanley Simelum (VP, Ambrym), jusque-là ministre de la Justice et des Affaires sociales, ce dernier portefeuille revenant au député Silas Yatan Rouard (UPM, Tanna)[7].
- Le 4 juillet 2013, le ministre de la Justice et des Affaires sociales (ou des Communautés) Silas Yatan Rouard est à son tour renvoyé du Cabinet (il reste toutefois secrétaire d'État auprès du Premier ministre), officiellement pour des raisons de « stabilité politique » et de « répartition équitable des portefeuilles » entre les députés des provinces de l'archipel, quelques jours avoir pris position en faveur de la mise en place de la peine de mort au Vanuatu. Le même jour, le portefeuille est confié au député Toara Daniel Kalo (Confédération verte, Shepherds)[8].
- Le 11 juillet 2013, le ministre du Tourisme, du Commerce, des Échanges et du Développement des entreprises Ni-Vanuatu Marcellino Pipite est lui aussi limogé, pour avoir soutenu une motion de défiance parlementaire introduite à son encontre par l'opposition. Pipite siège dès lors sur les bancs de l'opposition[9]. Il est remplacé le 3 août 2013 par Toara Daniel Kalo (Confédération verte, Shepherds), lui-même remplacé au ministère de la Justice par Jonas James (PNV et ex-Natatok, Paama, jusque-là premier vice-président du Parlement)[10].
- Le 27 décembre 2013, le ministre des Affaires intérieures Patrick Crowby meurt[11]. Le 20 février 2014, le poste laissé ainsi vacant est donné à Christopher Emelee (président du PNV, Îles Banks et Torrès)[12].
- Le 24 février 2014, trois ministres démissionnent pour rejoindre l'opposition : un des deux de l'UPM (le ministre de la Jeunesse et des Sports Tony Antoine Wright), un des deux du PNV (le ministre de la Justice Jonas James), le ministre des Affaires intérieures  et le ministre de la Planification et de l'Adaptation au changement climatique Thomas Laken (qui quitte ainsi dans le même temps la Confédération verte). Ils sont remplacés deux jours plus tard à la suite de nouveaux ralliements à la majorité, entraînant alors un remaniement : Tony Antoine Wright (UPM, Port Vila) conserve finalement son poste à la Jeunesse et aux Sports ; Steven Kalsakau (MRC, Éfaté) devient ministre de la Planification et de l'Adaptation au changement climatique ; Christopher Emelee (président du PNV, Îles Banks et Torrès) devient ministre de la Justice et est remplacé au ministère des Affaires intérieures par Paul Telukluk (MRC, Malekula) ; enfin, Toara Daniel Kalo rejoint l'arrière-ban de la majorité pour laisser sa place au ministère du Tourisme, du Commerce, des Échanges et du Développement des entreprises Ni-Vanuatu à Willie Jimmy (PDL, Port Vila), qui revient ainsi au gouvernement[5].

### Finale
Au moment de son renversement le 15 mai 2014, le gouvernement était ainsi constitué :
| Portefeuille                                                                                   | Ministre                | Parti        | Circonscription      |
| ---------------------------------------------------------------------------------------------- | ----------------------- | ------------ | -------------------- |
| Premier ministre                                                                               | Moana Carcasses Kalosil | Vert         | Port Vila            |
| Vice-Premier ministre Ministre des Affaires étrangères et des Échanges extérieurs              | Edward Natapei          | VP           | Port Vila            |
| Ministre des Finances                                                                          | Maki Stanley Simelum    | VP           | Ambrym               |
| Ministre des Terres                                                                            | Ralph Regenvanu         | GJP          | Port Vila            |
| Ministre du Tourisme, du Commerce, des Échanges et du Développement des entreprises Ni-Vanuatu | Willie Jimmy            | PDL          | Port Vila            |
| Ministre de la Jeunesse et des Sports                                                          | Tony Antoine Wright     | UPM          | Port Vila            |
| Ministre des Infrastructures et des Équipements publics                                        | Esmon Saimon            | PPM          | Malekula             |
| Ministre de la Planification et de l'Adaptation au changement climatique                       | Steven Kalsakau         | MRC          | Éfaté                |
| Ministre de l'Éducation                                                                        | Bob Loughman            | VP           | Tanna                |
| Ministre de la Justice et des Affaires sociales                                                | Christopher Emelee      | PNV          | Îles Banks et Torrès |
| Ministre de la Santé                                                                           | Serge Vohor             | UPM          | Santo                |
| Ministre des Affaires intérieures                                                              | Paul Telukluk           | MRC          | Malekula             |
| Ministre de l'Agriculture, des Forêts et de la Pêche                                           | David Tosul             | GJP (ex-PPP) | Pentecôte            |